# ケアマーク
ケアマークとは、運送業務上、包装貨物の荷物の取扱要領を指示するために、容器包装につけるマークのこと。作業者の安全を確保及び、内容品の損傷を防止することを目的としている。JIS、ISOで、一般貨物と危険物の荷扱指示マークを定めている。

## ケアマークの例

「水ぬれ防止」のケアマーク

- 取扱注意
- 壊れ物
- 水漏れ防止
- 横積禁止
- 踏みつけ禁止
- 手かぎ禁止
- 積み段数制限